# Michael Carter
Michael "Mike" Carter, född den 29 oktober 1960 i Dallas, Texas, är en amerikansk friidrottare inom kulstötning.
Han tog OS-silver i kulstötning vid friidrottstävlingarna 1984 i Los Angeles. 